# 社赓镇
社赓鎮，是中华人民共和国江西省上饶市余干县下辖的一个乡镇级行政单位。

## 行政区划
社赓鎮下辖以下地区：
社赓村、同良畈村、横岗村、折都村、土桥村、枧头村、滨塘村、花墩村、邓墩村、涂家村、方樊村、中坊村、枫塘村、李塘村、畈上村、桃源村、李梅村、蔡畲村和三文塘村。